# Los cachorros (relato)
Los cachorros es un relato de Mario Vargas Llosa, publicado por primera vez en 1967 por la editorial española Lumen, en su serie Palabra e Imagen, junto a fotografías de Xavier Miserachs.
El texto es una metáfora tragicómica de la sociedad limeña. El tema se centra en un hecho real que ocurrió en Perú y que Vargas Llosa leyó en un recorte de periódico hace años: la emasculación de un muchacho por el ataque de un perro.

## Argumento
Cuéllar es un niño que llega al colegio religioso Champagnat, situado en el exclusivo barrio limeño de Miraflores, y debe integrarse en el grupo de la sociedad miraflorina. En principio, destaca por su aplicación académica y deportiva con lo que se granjea la amistad, el respeto y el reconocimiento del resto de los alumnos, entrando a formar parte de un grupo de cuatro chicos (Lalo, Chingolo, Mañuco y Choto). Pronto, Judas, el perro del colegio, lo ataca tras un entrenamiento de fútbol, lo que provoca la castración del muchacho. A partir de ahí, todo cambia: la actitud de sus padres hacia él, de los profesores y de los compañeros, que le imponen el apodo “Pichulita”. Cuéllar intenta demostrar su virilidad a través de los deportes y de actitudes consideradas «machistas». Paulatinamente, el protagonista asume una castración irreversible, separándose del grupo y reaccionando con manifestaciones violentas e impropias, que termina con un desgraciado final. El resto del grupo cumple con las normas sociales; los amigos se casan, se acomodan en una vida burguesa y tienen hijos que iniciarán de nuevo el ciclo vital dentro de la clase alta limeña.

## Temas
Los cachorros se suele relacionar con La ciudad y los perros por lo que atañe a los argumentos tratados (la adolescencia y la juventud, los problemas de adaptación, la sociedad fiera que castiga al que no sigue sus reglas). Sin embargo, si en La ciudad y los perros el concepto de "perro" alude al hombre-animal que se deja arrastrar por el instinto, en Los cachorros, el "cachorro" se refiere al adolescente inmaduro que se conforma con las reglas del grupo.
La narración aborda diferentes temas: el machismo y la violencia, la hipocresía, la moral de las apariencias, el fracaso, la frustración y la muerte. Entre ellos destacan dos argumentos fundamentales: la castración y la crítica a la sociedad burguesa.

### La castración
Es el eje temático del  que es sometido el protagonista que sufre el ataque sistemático del grupo que irá destruyéndolo. El colegio crea un ambiente y una mentalidad que se proyecta en el mundo exterior, en la ciudad, marcando las pautas del comportamiento.
Mordido por el perro Judas, su virilidad quedará destruida, arrastrando hasta el final de la historia su condición de castrado. El nombre del perro está cargado de simbolismo y se vincula a una larga tradición literaria de diversos significados, cuyo origen se encuentra en la Biblia. Judas es el promotor de la desgracia del protagonista que es sacrificado como Jesús. Judas es el traidor de Jesús. La figura del danés con sus rasgos característicos (los ladridos, el encierro en la jaula) también se parece al mítico «guardián del Hades». «La salida de Judas de la jaula y su agresión alegorizan la liberación del instinto animal que posee el hombre». No es un hecho casual que, después del accidente, el perro desaparezca y su lugar lo ocupen una pareja de «conejitos blancos». El color blanco simboliza la indeseada virginidad que el futuro aguarda a Cuéllar.

### La sociedad burguesa
Los cachorros es también una crítica a la presión que la sociedad burguesa ejerce sobre un individuo diferente. La sociedad limeña es el otro gran protagonista del libro, un personaje grupal y colectivo, que marca las directrices de la trama. Una sociedad conservadora, caduca y rancia, donde lo esencial son las apariencias y el conformismo, ya que la diferencia supone la alienación a la que condenan al protagonista. Las características de la sociedad limeña, tan cerrada, asentada en unas férreas relaciones de casta, son la frivolidad, la violencia y el machismo, que se consideran como los elementos rectores de la formación del hombre, y la hipocresía, que practican, tanto el propio Cuéllar, como inútil forma de integración y de salvación, como sus  compañeros. Dentro de esta sociedad, se pueden diferenciar varios grupos que muestran distintas actitudes respecto al protagonista. La pandilla de amigos que, al cesar su rebeldía juvenil, se apartan de él. Los padres del chico, que no facilitan el camino a su propio hijo, no le incitan a la autorreflexión, ni reflexionan ellos, tan solo se compadecen, e intentan ocultar el problema. Sin embargo, hay también una crítica personal del protagonista muy fuerte, lo que realmente le causa infelicidad. Cuéllar no se acepta, mantiene en completo silencio su problema, intenta seguir los cánones del grupo, que nunca podrá seguir plenamente por su castración y por su falta de reflexión y conocimiento de sí mismo.

## Estilo
Los cachorros tiene seis capítulos que abarcan unos veinticinco años, desde que Cuéllar llega al colegio. El protagonista va pasando por todas las fases de la vida: infancia, adolescencia, juventud y madurez (a la que nunca llega psicológicamente). Siguiendo las pautas de La ciudad y los perros y La casa verde, Vargas Llosa continúa su experimentalismo. Lo más destacable en la lectura de esta obra es la velocidad narrativa, su viveza, la impresión de que el relato se desborda, cae fluidamente. Destaca la acumulación narrativa: todo es posible dentro de una misma frase: diálogo, narración, descripción, sonidos, fantasías, pensamientos etc. Esto se ve claro con uno de sus recursos estilísticos más utilizados, el estilo indirecto libre. El intento del autor consiste en buscar la velocidad, el desconcierto y una dimensión oral muy viva; por esta razón emplea diferentes procedimientos lingüísticos como la supresión de los nexos y de las marcas que introducen los diálogos ("dijo", "preguntó", "respondió", "observó" etc.). Se señala también el uso frecuente de onomatopeyas, en particular en la primera parte de la obra, y la abundancia de diminutivos. A veces el relato está basado en un diálogo donde hay una serie de preguntas que los personajes se hacen alternativamente. Otra veces resulta ser, más que un diálogo, un monólogo angustiado porque solamente se oyen las preguntas. La ausencia de respuestas hace aún más patente el aislamiento de Cuéllar.
En Los cachorros Vargas Llosa intensifica la concepción de un punto de vista colectivo y coral. Nunca sabemos quién es el narrador, puesto que hay un juego continuo entre la primera persona narrativa y la narración omnisciente:
Lo vieron pasar uno, dos, y al tercer tumbo lo vieron, lo adivinamos meter la cabeza, impulsarse con un brazo para pescar la corriente, poner el cuerpo duro y patalear. Entonces volvíamos a nuestras casas, y se duchaban y acicalábamos.
La primera persona narrativa representa la voz de uno de “los cachorros”, pero, no se puede saber cuál, todos ellos forman una unidad. Puede parecer incluso que ese “nosotros” incluya al lector, que se ve forzado a compartir solo una visión limitada, una visión que siempre coincide con la de la voz colectiva y nunca con la de Cuéllar, dado que se encuentra marginado del grupo. La inclusión del lector como parte de la narración se consigue también por la lengua utilizada: jerga colegial, juvenil, local. Se crea intimidad con el uso de diminutivos, y la lengua infantil usada, por ejemplo, por Teresita.

### Período literario proteiforme[5]
El relato se construye siguiendo una fórmula que Vargas Llosa denomina "período literario proteiforme". Se trata de un período proteiforme, pero perfectamente ensamblado, en que la frase pasa sinuosamente de una a otra persona en un contexto totalmente fluido, sin que el sentido de secuencia de la narración y del párrafo se rompan, sin que el monólogo o el diálogo se distancien del discurso, interrumpiendo la relación descriptiva. «Este procedimiento consiste en expresar simultáneamente la realidad objetiva y la subjetiva en una misma frase, mediante combinaciones rítmicas.»
La complejidad de este recurso es muy sugerente. Desde la primera línea de la historia, el lector se halla envuelto en un nuevo mundo que se expresa mediante un lenguaje que no sólo no respeta los consagrados límites gramaticales de la sintaxis, sino que los aniquila creando nuevas perspectivas lingüísticas de expresividad narrativa, sin que por eso el hilo de la acción se vuelva incoherente.

### Adaptación
La obra fue adaptada al cine por el director mexicano Jorge Fons en 1973.